# Okongo
Okongo ist ein Dorf und Verwaltungssitz des gleichnamigen Wahlkreises in der Region Ohangwena im Nordosten Namibias. Der Kreis grenzt im Norden an Angola. Am 1. April 2015 verlor Okongo den am 15. Juli 1999 zugestandenen offiziellen Status als Siedlung und wurde am gleichen Tag in den Status eines Dorfs erhoben. Das Dorf hat (Stand 2023) 3557 Einwohner auf einer Fläche von 6,3063 km².
Okongo liegt an der Nationalstraße B10, rund 96 Kilometer östlich von Eenhana und 120 Kilometer westlich von Mpungu.

## Kommunalpolitik
Bei den Kommunalwahlen 2020 wurde folgendes amtliche Endergebnis ermittelt.
| Partei    | Stimmen | Stimmenanteil | Sitze |
| --------- | ------- | ------------- | ----- |
| SWAPO     | 521     | 70,0 %        | 4     |
| IPC       | 208     | 27,9 %        | 1     |
| PDM       | 015     | 02,0 %        | 0     |
| Insgesamt | 744     | 100 %         | 5     |